# 1659 en science
| Années de la science : 1656 - 1657 - 1658 - 1659 - 1660 - 1661 - 1662    |
| Décennies de la science : 1620 - 1630 - 1640 - 1650 - 1660 - 1670 - 1680 |

Cet article présente les faits marquants de l'année 1659 en science.

## Événements

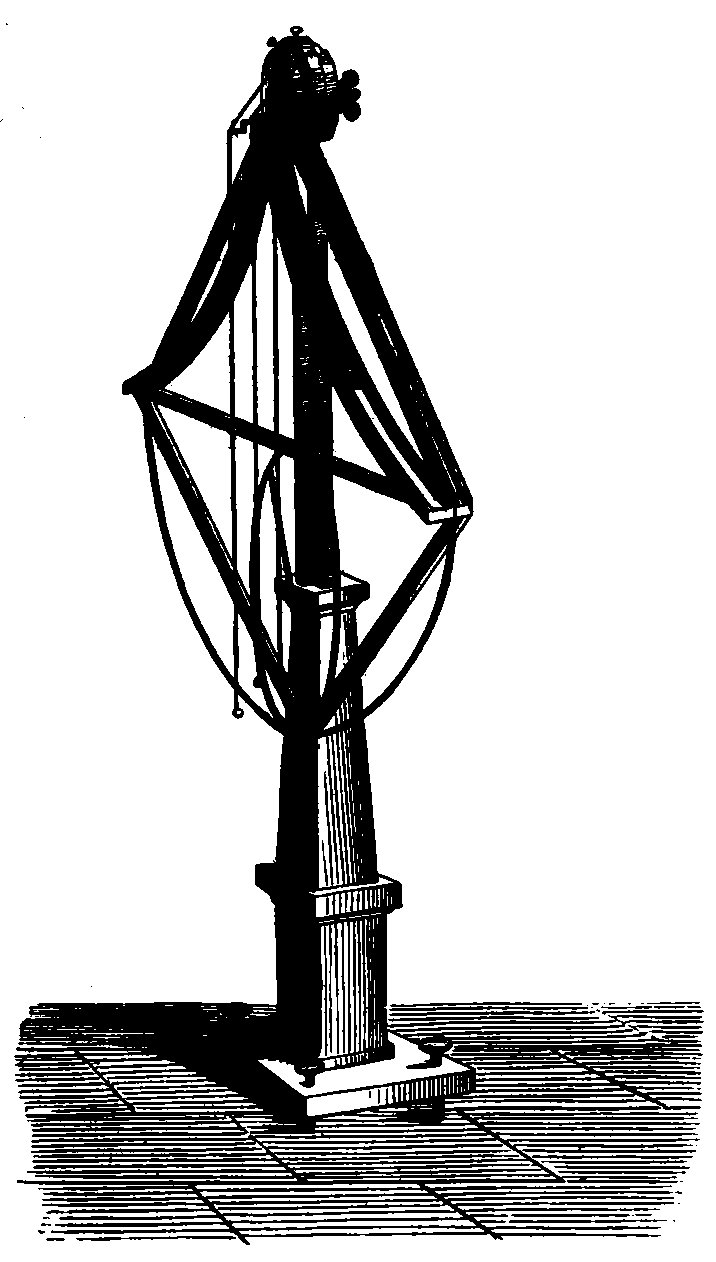
Pendule cycloïdal de Huygens, dans Astronomie populaire Tome 1 de François Arago.

Blaise Pascal publie son Traité de la roulette. Christopher Wren vient de rectifier la cycloïde ; Wallis publie un Traité analytique des sections coniques ; Huygens découvre la courbe tautochrone ; bientôt Newton va inventer (1665) les fluxions sous l'impulsion de Barrow ; l'école de Padoue a continué l'œuvre de Cavalieri : s'il faut choisir une date-charnière où l'on « bascule » de l'ère des indivisibles à l'analyse, c'est autour de cette date. Leibniz, qui généralise les équations de Pascal pour aboutir au calcul intégral s’étonne à propos de la roulette que Pascal soit aveuglé par quelque mauvais sort. Les vingt années 1654-1674 sont une grande effervescence du calcul différentiel, qui ne cesse plus de se développer.
- 21 octobre : Huygens commence la rédaction de son Traité sur la force centrifuge[1]. En décembre il obtient des résultats sur l’expression quantitative de la force centrifuge[2] et sur l’isochronisme du pendule cycloïdal, première étape de son Horologium (1673)[3].
- 28 novembre : la région martienne de Syrtis Major est observée pour la première fois par l'astronome néerlandais Christiaan Huygens. Le 1er décembre, il détermine que la période de rotation de la planète est d'environ 24 h[4].

- Le mot « abscisse » est utilisé pour la première fois par Stefano degli Angeli[5].

## Publications

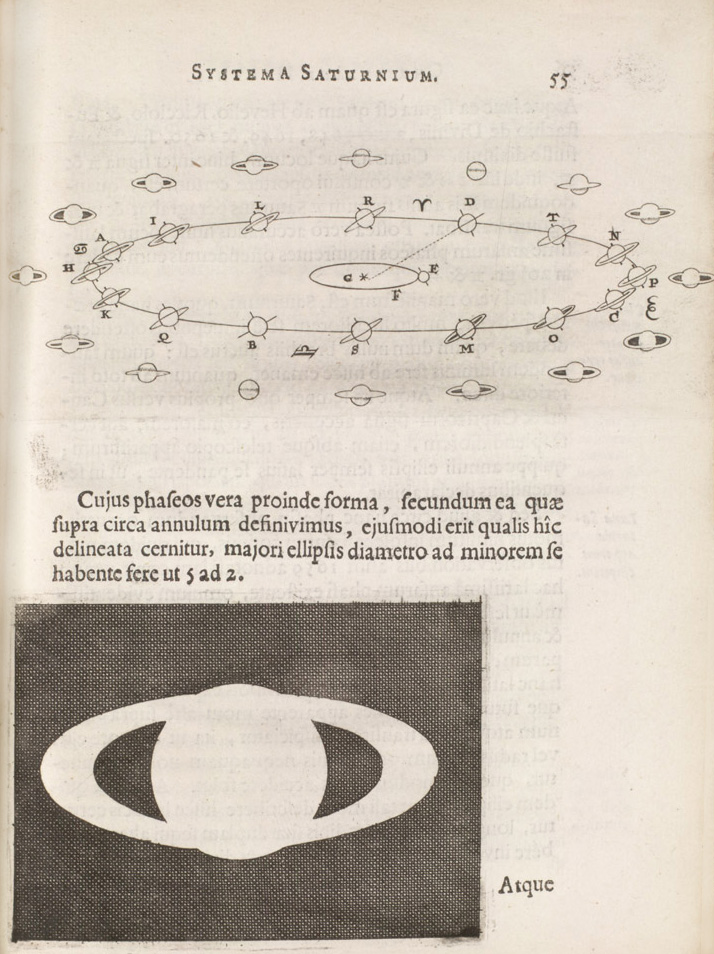
Théorie des anneaux de Huygens dans Systema Saturnium (1659).

- Andrea Argoli : Ephemerides exactissimae caelestium motuum ad longitudinem Almae Urbis, et Tychonis Brahe hypoteses, ad deductas è Coelo accuratè observationes Ab Anno MDCXLI ad Annum MDCC. Lugduni, J.A. Huguetan, 1659. 2 vols.
- Christiaan Huygens : Systema Saturnium. Il résout le problème des « anses » de Saturne en affirmant qu’il s’agit plutôt d’un anneau entourant la planète, commente la première observation de la Nébuleuse d'Orion et détermine les dimensions du système solaire.
- Blaise Pascal : Traité de la roulette, Paris, Desprez, 1659.
- Johann Heinrich Rahn : Teutsche Algebra, Zurich. Il utilise pour la première fois l'obélus  (« ÷ ») pour signifier la division,  l'astérisque (« * ») pour la multiplication et le symbole « Par conséquent » (« ∴ »).
- John Wallis : Tractatus de Sectionibus Conicis.

## Naissances

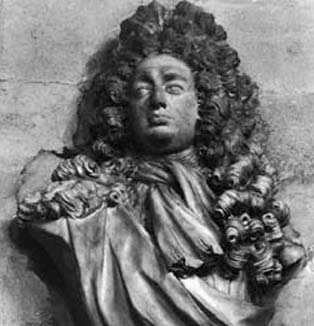
David Gregory

- 1er février : Jakob Roggeveen (mort en 1729),  explorateur néerlandais.
- 3 juin : David Gregory (mort en 1708), astronome écossais.
- 1er septembre : Joseph Saurin (mort en 1737), mathématicien français.
- 22 octobre : Georg Stahl (mort en 1734), chimiste allemand.

## Décès
- 27 septembre : Andrea Argoli (né en 1570), scientifique italien.
- Godefroy de Haestrecht (né en 1593), mathématicien hollandais.
- Jacques-Alexandre le Tenneur (né en 1604), mathématicien et polémiste français.